# Cirrhilabrus cenderawasih
Cirrhilabrus cenderawasih là một loài cá biển thuộc chi Cirrhilabrus trong họ Cá bàng chài. Loài này được mô tả lần đầu tiên vào năm 2006.

## Từ nguyên
Từ định danh cenderawasih được đặt theo tên gọi của vịnh Cenderawasih, nơi mà mẫu định danh của loài cá này được thu thập.

## Phạm vi phân bố và môi trường sống
C. cenderawasih là một loài đặc hữu của Indonesia, và hiện chỉ được biết đến tại vịnh Cenderawasih (Indonesia), phổ biến hơn ở bờ đông của vịnh. Loài này sinh sống tập trung gần các rạn san hô trên nền đá vụn ở độ sâu khoảng 22–75 m (thường được nhìn thấy ở độ sâu hơn 35 m).

## Mô tả
Chiều dài lớn nhất được ghi nhận ở C. cenderawasih là 6,5 cm. Vây đuôi cụt ở cá cái, nhưng lõm sâu với hai thùy đuôi phát triển ở cá đực. Vây bụng ngắn, không chạm tới gốc vây hậu môn khi khép vào bụng. Cá đực có màu hồng tím, nhạt hơn ở thân dưới và bụng, đặc trưng bởi 4–5 đốm đen lớn trên lưng và lan rộng sang vây lưng với một vệt màu vàng giữa thân. Cá cái phớt đỏ với một đốm đen trên cuống đuôi. Mống mắt màu đỏ ở cả hai giới.
Số gai ở vây lưng: 11; Số tia vây ở vây lưng: 9; Số gai ở vây hậu môn: 3; Số tia vây ở vây hậu môn: 9; Số gai ở vây bụng: 1; Số tia vây ở vây bụng: 5; Số tia vây ở vây ngực: 15.

## Phân loại học
C. cenderawasih có quan hệ họ hàng rất gần với Cirrhilabrus walindi và Cirrhilabrus marjorie. Cá cái của ba loài này có kiểu hình rất giống nhau nên khó mà phân biệt được. Việc xác định cá cái của loài nào thường được quan sát dựa vào sự xuất hiện của cá đực trong bầy nếu chúng có cùng phạm vi phân bố. Cá đực của C. cenderawasih và C. walindi có thể được phân biệt qua số lượng đốm đen trên lưng (chỉ có hai ở C. walindi).

## Sinh thái học
C. cenderawasih sống thành từng nhóm nhỏ, khoảng 10–20 cá thể, trong đó có khoảng 5 con đực trưởng thành. Thức ăn của chúng chủ yếu là các loài động vật phù du.

## Thương mại
C. cenderawasih được thu thập trong ngành buôn bán cá cảnh nhưng không nhiều.